# Іванченко Іван Васильович
Іван Васильович Іванченко (нар. 20 березня 1934, село Суходіл, тепер Глухівського району Сумської області — 3 лютого 2012, місто Красний Луч Луганської області) — український радянський діяч, новатор виробництва, бригадир комплексної бригади робітників очисного вибою шахти «Новопавлівська» тресту «Краснолучвугілля» Луганської області. Герой Соціалістичної Праці (1966). Член ЦК КПУ в 1966—1976 р.
Рідний брат Петро Іванченко — також Герой Соціалістичної Праці.

## Біографія
Народився у селянській родині.
У 1951 році переїхав на Донбас, де розпочав навчання в професійно-технічному училищі № 6 міста Красний Луч Ворошиловградської області.
Служив у Радянській армії. Після демобілізації, у 1960 році повернувся у місто Красний Луч.
З 1960 р. — шахтар, бригадир комплексної бригади робітників очисного вибою шахти «Новопавлівська» тресту «Краснолучвугілля» комбінату «Донбасантрацит» Луганської області.
Член КПРС з 1960 року.
У 1964 році без відриву від виробництва закінчив 10 класів вечірньої школи і продовжив навчання на вечірньому відділенні гірничо-металургійного інституту.
У 1965 році бригада Іванченка встановила Всесоюзний рекорд з добування вугілля за допомогою вугільного комбайну УКР-1, добувши 54405 тонн вугілля. Всього за 1965—1967 роки бригада, яку очолював Іванченко, встановила 5 всесоюзних рекордів.
Після закінчення гірничо-металургійного інституту Іванченко працював помічником головного інженера шахти «Новопавлівська» тресту «Краснолучвугілля» комбінату «Донбасантрацит» Ворошиловградської області.
Потім — на пенсії у місті Красному Лучі Луганської області.

## Нагороди
- Герой Соціалістичної Праці (29.06.1966)
- два ордени Леніна (29.06.1966, 1971)
- ордени
- медалі
- кавалер знаку «Шахтарська слава» всіх ступенів
- почесний громадянин міста Красний Луч (1965)

## Ушанування пам'яті
12 липня 2026 року в с. Суходіл відкрито меморіальну дошку на честь Героїв Соціалістичної праці братів Івана та Петра Іванченків та Героя Радянського Союзу Василя Батьохи — уродженців Суходола. Ініціатором створення меморіального комплексу виступив депутат Сумської обласної ради Петра Нечмоня.